# Hodovo (Berkovići)
Pour les articles homonymes, voir Hodovo.
Hodovo (en serbe cyrillique : Ходово) est un village de Bosnie-Herzégovine. Il est situé dans la municipalité de Berkovići et dans la république serbe de Bosnie. Selon les premiers résultats du recensement bosnien de 2013, il ne compte aucun habitant.
Après la guerre de Bosnie-Herzégovine et à la suite des accords de Dayton, le territoire du village de Hodovo, qui faisait entièrement partie de la municipalité de Stolac, a été partiellement rattaché à la municipalité de Berkovići, nouvellement créée et intégrée à la république serbe de Bosnie.

## Démographie

### Évolution historique de la population dans la localité
| 1961 | 1971 | 1981 | 1991 | 2013 |
| ---- | ---- | ---- | ---- | ---- |
| 708  | 666  | 601  | 418  | 0    |

|  |

### Communauté locale
En 1991, la communauté locale de Hodovo comptait 2 272 habitants, répartis de la manière suivante :